# Acanthoxia aculeus
Acanthoxia aculeus is een rechtvleugelig insect uit de familie veldsprinkhanen (Acrididae). De wetenschappelijke naam van deze soort is voor het eerst geldig gepubliceerd in 1996 door Grunshaw.
1. ↑  (en) Acanthoxia aculeus op de IUCN Red List of Threatened Species.